# 旗野進一
旗野 進一（はたの しんいち、1911年9月20日 - 1989年6月18日）は、日本の政治家。自由民主党衆議院議員（1期）。

## 経歴
新潟県出身。安田村立農業補修学校卒。朝鮮に渡り、朝鮮総督府警察教習所を出る。後に、新潟県に戻り、新潟県議、同副議長を経て、1972年の第33回衆議院議員総選挙において新潟2区から自由民主党公認で立候補して当選。1期務めた。1976年の第34回衆議院議員総選挙では得票数が法定得票数に満たず、落選。以後、立候補しなかった。1989年死去。
この他、西新発田自動車学校社長なども務めた。